# Campylocheta polita
Campylocheta polita är en tvåvingeart som först beskrevs av Brooks 1945.  Campylocheta polita ingår i släktet Campylocheta och familjen parasitflugor. Inga underarter finns listade i Catalogue of Life.